# Pirrolobenzodiazepine

Formula di struttura dell'antramicina

Le pirrolobenzodiazepine, spesso abbreviate in PBD, sono una classe di composti chimici, afferenti al gruppo delle benzodiazepine, dotate in alcuni casi di proprietà antibiotiche o antitumorale.
Alcune pirrolobenzodiazepine con struttura dimerica dotate di attività citotossiche, come SGN-CD33A, vengono combinati con anticorpi monoclonali per sviluppare composti coniugati anticorpo-farmaco, ad esempio il loncastuximab tesirina.
L'antramicina, la prima pirrolobenzodiazepina prodotta, venne sintetizzata in laboratorio negli anni '60. Essa ha una struttura monomerica.